# Brycinus bimaculatus
Brycinus bimaculatus är en fiskart som först beskrevs av Boulenger, 1899.  Brycinus bimaculatus ingår i släktet Brycinus och familjen Alestidae. IUCN kategoriserar arten globalt som livskraftig. Inga underarter finns listade.